# 瑪麗亞·安娜 (黑森-洪堡)
黑森-洪堡的瑪麗亞·安娜（德語：Maria Anna von Hessen-Homburg，1785年10月13日—1846年4月14日），黑森-洪堡伯爵腓特烈五世的女兒，母親是黑森-達姆施塔特伯爵路德維希九世的女兒卡羅琳。

## 家庭
1804年，瑪麗亞·安娜與普魯士的威廉王子結婚，兩人共有3子2女：
1. 塔西洛（1811年—1813年），夭折
2. 阿達爾貝特（1811年—1873年）
3. 伊莉莎白（1815年—1885年）
4. 瓦爾德馬（1817年—1849年）
5. 瑪麗（1825年—1889年）